# Bombardement von Xàtiva

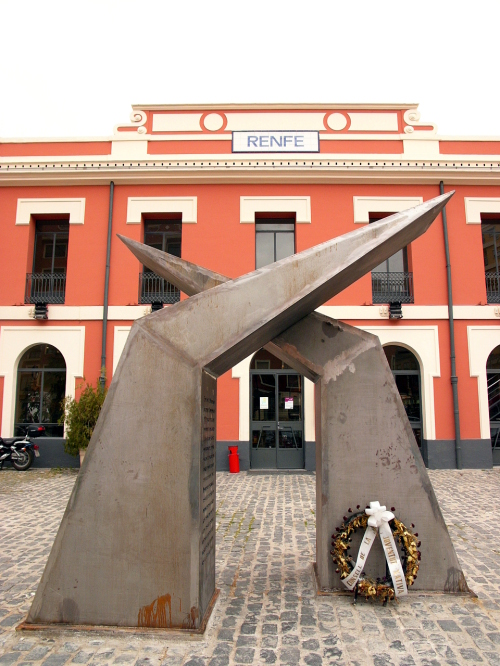
Das Mahnmal an den Luftangriff, „Aixopluc“ wurde am 18. Februar 2007 auf dem Bahnhofsvorplatz errichtet.

Bei dem Bombardement von Xàtiva wurde am 12. Februar 1939, in den letzten Tagen des Spanischen Bürgerkriegs, der Bahnhof von Xàtiva (spanisch: Játiva), Provinz Valencia, und ein dort einfahrender Zug bombardiert. 129 Menschen starben, 200 weitere wurden verletzt.
Der Zug transportierte republikanisches Militär der 49. Gemischten Brigade, das sich auf dem Rückzug befand. Der im Bahnhof haltende Zug wurde von vielen Zivilisten umlagert, die hofften, verwandte Soldaten sehen zu können. Er sollte nach Frente de Levante weiter fahren.
Gegen 10:30 Uhr tauchten fünf Bomber des Typs Savoia-Marchetti SM.79 der Aviazione Legionaria auf, die in Palma stationiert waren. Aus einer Höhe von 4200 m warfen die Flugzeuge 20 250-Kilo-Fliegerbomben auf das Bahnhofsgelände ab. Dabei starben neben den Soldaten auch zahlreiche Zivilisten. Die Verluste der 49. Gemischten Brigade waren so hoch, dass sie aufgelöst wurde.